# 규토대제
《규토대제》는 쥬논이 쓴 장편 판타지 소설이다. 1권 ~ 9권으로 완결 되었다.

## 작품개요
왕권다툼의 희생양으로 지목된 바이른의 넷째왕자 규토. 그가 유배된 곳은 공포의 대명사로 일컬어지는 '악마의 숲'이다. 거기서 살아남으려거든 이제 한 마리 짐승이 되어야 한다. 피맺힌 원한의 고리를 끊고 황제로 우뚝 서는 그날까지… 

## 같이 보기
- 쥬논(작가)
- 샤피로
- 앙신의 강림
- 흡혈왕 바하문트
- 천마선